# Wilhelm II. (Jülich)
Wilhelm II. von Jülich (* um 1325; † 13. Dezember 1393) war von 1361 bis 1393 Herzog von Jülich. Er war der Sohn von Wilhelm I. von Jülich und dessen Gemahlin Johanna von Avesnes-Holland († 1374), Tochter von Graf Wilhelm III. von Holland.
Sein Vater setzte ihn bereits 1343 als Mitregenten ein. In der Folgezeit kam es jedoch zu Streitereien und der Sohn hielt den Vater von 1349 bis 1351 gefangen.
Beim Streit zwischen Rainald III. von Geldern und dessen Bruder Eduard hielt er zu Eduard, den er auch in der Brabanter Fehde unterstützte. In der Schlacht bei Baesweiler 1371 setzte er Wenzel I., Herzog von Brabant, gefangen.
Er unterwarf sich 1372 der Gnade Kaiser Karls IV. und sicherte seinen Söhnen die Erbschaft für das Herzogtum Geldern.
Er war mit Maria von Geldern, Tochter des Herzogs Rainald II., verheiratet. Mit ihr hatte er drei Kinder:
- Wilhelm von Jülich (1364–1402), seit 1371/77 als Wilhelm I. Herzog von Geldern und seit 1393 als Wilhelm III. Herzog von Jülich.
- Rainald von Jülich (* um 1365; † 1423), ab 1402 als Rainald IV. Herzog von Geldern und als Rainald I. Herzog von Jülich.
- Johanna ⚭ Johann XII. Herr von Arkel († 1426)